# Cykl nowelistyczny
Cykl nowelistyczny – odmiana cyklu literackiego, zbiór nowel, w którym poszczególne utwory zachowują fabularną integralność i samodzielność, ale wiążą się w nadrzędną całość dzięki: 
- ramie kompozycyjnej (sytuacyjnej) – Baśnie z tysiąca i jednej nocy, Dekameron Boccacia, Opowieści kanterberyjskie Geoffreya Chaucera;
- wspólnemu wątkowi tematycznemu (przewijający się we wszystkich utworach cyklu motyw lub postać) – Trzynaście fajek Ilji Erenburga, cykl nowel o Sherlocku Holmesie;
- powtarzającej się problematyce ideowej, filozoficznej lub moralnej, jednolitej postawie narratora wobec przedstawionego świata – Medaliony Zofii Nałkowskiej, Ludzie stamtąd Marii Dąbrowskiej.

Gatunek sięga korzeniami starożytności, ale w pełni wykształcił się dopiero w renesansowych Włoszech, a w XVIII wieku, obok wielu innych form prozy, legł u podstaw narodzin i rozwoju powieści. Do najbardziej znanych cykli należą Nowele przykładne Miguela Cervantesa.